# Cantonul Meyrueis
Cantonul Meyrueis este un canton din arondismentul Florac, departamentul Lozère, regiunea Languedoc-Roussillon, Franța.

## Comune
- Fraissinet-de-Fourques
- Gatuzières
- Hures-la-Parade
- Meyrueis (reședință)
- Le Rozier
- Saint-Pierre-des-Tripiers